# Општина Салинас Викторија (Нови Леон)
Салинас Викторија (шп. Salinas Victoria) општина је у Мексику у савезној држави Нови Леон. Општина се налази на надморској висини од 436 м.

## Становништво
Према подацима из 2010. у општини је живело 32660 становника.

### Хронологија
| Година       | 2000                | 2005                  | 2010                  |
| ------------ | ------------------- | --------------------- | --------------------- |
| Становништво | 19024 (9849 / 9175) | 27848 (14303 / 13545) | 32660 (16800 / 15860) |

### Попис
| \| \| м \| \| \| ж \| \| 0—2 \| 1.072 \| \| \| 1.008 \| \| 3—5 \| 1.086 \| \| \| 1.053 \| \| 6—11 \| 2.186 \| \| \| 2.122 \| \| 12—14 \| 967 \| \| \| 943 \| \| 15—17 \| 948 \| \| \| 922 \| \| 18—24 \| 2.062 \| \| \| 1.933 \| \| 60+ \| 1.196 \| \| \| 1.088 \| \| Просек : \| 28,1 \| \| \| 27,8 \| |       |  |  |       |
| |       |  |  |       |
| | м     |  |  | ж     |
| 0—2 | 1.072 |  |  | 1.008 |
| 3—5 | 1.086 |  |  | 1.053 |
| 6—11 | 2.186 |  |  | 2.122 |
| 12—14 | 967   |  |  | 943   |
| 15—17 | 948   |  |  | 922   |
| 18—24 | 2.062 |  |  | 1.933 |
| 60+ | 1.196 |  |  | 1.088 |
| Просек : | 28,1  |  |  | 27,8  |

| #   | Индикатор                                                                                        | Вредност |
| --- | ------------------------------------------------------------------------------------------------ | -------- |
| 1   | Становништво од 0 до 2 године                                                                    | 2080     |
| 2   | Мушко становништво од 0 до 2 године                                                              | 1072     |
| 3   | Женско становништво од 0 до 2 године                                                             | 1008     |
| 4   | Становништво са 3 и више година                                                                  | 30252    |
| 5   | Мушко становништво са 3 и више година                                                            | 15563    |
| 6   | Женско становништво са 3 и више година                                                           | 14689    |
| 7   | Становништво са 5 и више година                                                                  | 28829    |
| 8   | Мушко становништво са 5 и више година                                                            | 14841    |
| 9   | Женско становништво са 5 и више година                                                           | 13988    |
| 10  | Становништво са 12 и више година                                                                 | 23805    |
| 11  | Мушко становништво са 12 и више година                                                           | 12291    |
| 12  | Женско становништво са 12 и више година                                                          | 11514    |
| 13  | Становништво са 15 и више година                                                                 | 21895    |
| 14  | Мушко становништво са 15 и више година                                                           | 11324    |
| 15  | Женско становништво са 15 и више година                                                          | 10571    |
| 16  | Становништво са 18 и више година                                                                 | 20025    |
| 17  | Мушко становништво са 18 и више година                                                           | 10376    |
| 18  | Женско становништво са 18 и више година                                                          | 9649     |
| 19  | Становништво од 3 до 5 година                                                                    | 2139     |
| 20  | Мушко становништво од 3 до 5 година                                                              | 1086     |
| 21  | Женско становништво од 3 до 5 година                                                             | 1053     |
| 22  | Становништво од 6 до 11 година                                                                   | 4308     |
| 23  | Мушко становништво од 6 до 11 година                                                             | 2186     |
| 24  | Женско становништво од 6 до 11 година                                                            | 2122     |
| 25  | Становништво од 8 до 14 година                                                                   | 4853     |
| 26  | Мушко становништво од 8 до 14 година                                                             | 2458     |
| 27  | Женско становништво од 8 до 14 година                                                            | 2395     |
| 28  | Становништво од 12 до 14 година                                                                  | 1910     |
| 29  | Мушко становништво од 12 до 14 година                                                            | 967      |
| 30  | Женско становништво од 12 до 14 година                                                           | 943      |
| 31  | Становништво од 15 до 17 година                                                                  | 1870     |
| 32  | Мушко становништво од 15 до 17 година                                                            | 948      |
| 33  | Женско становништво од 15 до 17 година                                                           | 922      |
| 34  | Становништво од 18 до 24 године                                                                  | 3995     |
| 35  | Мушко становништво од 18 до 24 године                                                            | 2062     |
| 36  | Женско становништво од 18 до 24 године                                                           | 1933     |
| 37  | Женско становништво од 15 до 49 година                                                           | 8523     |
| 38  | Становништво са 60 и више година                                                                 | 2284     |
| 39  | Мушко становништво са 60 и више година                                                           | 1196     |
| 40  | Женско становништво са 60 и више година                                                          | 1088     |
| 41  | Однос између мушкараца и жена                                                                    | 105.93   |
| 42  | Становништво од нуле до 14 година                                                                | 10437    |
| 43  | Становништво од 15 до 64 године                                                                  | 20351    |
| 44  | Становништво од 65 година и више                                                                 | 1544     |
| 45  | Просечан број деце                                                                               | 2.38     |
| 46  | Становништво рођено у ентитету                                                                   | 22605    |
| 47  | Мушко становништво рођено у ентитету                                                             | 11546    |
| 48  | Женско становништво рођено у ентитету                                                            | 11059    |
| 49  | Становништво рођено у другом ентитету                                                            | 8840     |
| 50  | Мушко становништво рођено у другом ентитету                                                      | 4623     |
| 51  | Женско становништво рођено у другом ентитету                                                     | 4217     |
| 52  | Становништво од 5 година и више резидентно у ентитету у јуну 2005. године                        | 26580    |
| 53  | Мушко становништво старосног доба од 5 година и више, резидентно у ентитету у јуну 2005. године  | 13615    |
| 54  | Женско становништво старосног доба од 5 и више година, резидентно у ентитету у јуну 2005. године | 12965    |
| 55  | Становништво од 5 година и више које је живело у другом ентитету у јуну 2005. године             | 1403     |
| 56  | Мушко становништво старије од 5 година које је живело у другом ентитету у јуну 2005. године      | 754      |
| 57  | Женско становништво старије од 5 година које је живело у другом ентитету у јуну 2005. године     | 649      |
| 58  | Становништво од 3 године и више које говори аутохтони језик                                      | 691      |
| 59  | Мушко становништво старо 3 године и више које говори аутохтони језик                             | 383      |
| 60  | Женско становништво старо 3 године и више које говори аутохтони језик                            | 308      |
| 61  | Становништво од 3 године и више које говори аутохтони језик и не говори шпански језик            | 1        |
| 62  | Мушко становништво старо 3 године и више које говори аутохтони језик и не говори шпански         | 0        |
| 63  | Женско становништво старо 3 године и више које говори аутохтони језик и не говори шпански језик  | 1        |
| 64  | Становништво старо 3 године и више које говори аутохтони језик и шпански                         | 607      |
| 65  | Мушко становништво старо 3 године и више које говори аутохтони језик и шпански                   | 336      |
| 66  | Женско становништво старо 3 године и више које говори аутохтони језик и шпански                  | 271      |
| 67  | Становништво од 5 година и више које говори аутохтони језик                                      | 684      |
| 68  | Становништво од 5 година и више које говори аутохтони језик и не говори шпански језик            | 1        |
| 69  | Становништво од 5 година и више које говори аутохтони језик и говори шпански језик               | 601      |
| 70  | Становништво у домородачким домаћинствима                                                        | 1504     |
| 71  | Становништво са ограничењима у активностима                                                      | 981      |
| 72  | Становништво са ограниченим ходањем или кретањем, горе или доле                                  | 489      |
| 73  | Становници са ограничењима вида, чак и уз кориштење сочива                                       | 292      |
| 74  | Становништво са ограничењима говора, комуникације или конверзације                               | 94       |
| 75  | Становништво са ограниченим слухом                                                               | 68       |
| 76  | Становништво са ограничењима при одевању, купању или јелу                                        | 46       |
| 77  | Становништво са ограничењима у опажању или учењу једноставних ствари                             | 48       |
| 78  | Становништво са менталним ограничењима                                                           | 119      |
| 79  | Становништво без ограничења активности                                                           | 30486    |
| 80  | Становништво од 3 до 5 година које не похађа школу                                               | 1014     |
| 81  | Мушко становништво од 3 до 5 година које не похађа школу                                         | 510      |
| 82  | Женско становништво од 3 до 5 година које не похађа школу                                        | 504      |
| 83  | Становништво од 6 до 11 година које не похађа школу                                              | 66       |
| 84  | Мушко становништво од 6 до 11 година које не похађа школу                                        | 31       |
| 85  | Женско становништво од 6 до 11 година које не похађа школу                                       | 35       |
| 86  | Становништво од 12 до 14 година које не похађа школу                                             | 182      |
| 87  | Мушко становништво од 12 до 14 година које не похађа школу                                       | 93       |
| 88  | Женско становништво од 12 до 14 година које не похађа школу                                      | 89       |
| 89  | Становништво од 15 до 17 година похађа школу                                                     | 971      |
| 90  | Мушко становништво од 15 до 17 година похађа школу                                               | 492      |
| 91  | Женско становништво између 15 и 17 година живота у школи                                         | 479      |
| 92  | Становништво од 18 до 24 године похађа школу                                                     | 438      |
| 93  | Мушко становништво од 18 до 24 године похађа школу                                               | 232      |
| 94  | Женско становништво од 18 до 24 године похађа школу                                              | 206      |
| 95  | Становништво од 8 до 14 година које не може да чита и пише                                       | 87       |
| 96  | Мушко становништво старосног доба од 8 до 14 година које не може да чита и пише                  | 48       |
| 97  | Женско становништво старосног доби од 8 до 14 година које не може да чита и пише                 | 39       |
| 98  | Становништво од 15 година и више које је неписмено                                               | 775      |
| 99  | Мушко становништво од 15 година и више које је неписмено                                         | 393      |
| 100 | Женско становништво од 15 година и више које је неписмено                                        | 382      |
| 101 | Становништво старо 15 и више година без школовања                                                | 1003     |
| 102 | Мушко становништво старо 15 и више година без школовања                                          | 527      |
| 103 | Женско становништво старо 15 и више година без школовања                                         | 476      |
| 104 | Становништво старосног доба 15 и више година са непотпуним основним образовањем                  | 2541     |
| 105 | Мушко становништво старосног доба од 15 година и више са непотпуном основним образовањем         | 1277     |
| 106 | Женско становништво старосног доба 15 и више година са непотпуном основним образовањем           | 1264     |
| 107 | Становништво старо 15 и више година са комплетним основним образовањем                           | 4828     |
| 108 | Мушко становништво старо 15 година и више са комплетним основним образовањем                     | 2317     |
| 109 | Женско становништво старо 15 и више година са комплетним основним образовањем                    | 2511     |
| 110 | Становништво старосног доба 15 и више година са непотпуним средњим образовањем                   | 1156     |
| 111 | Мушко становништво старосног доба од 15 година и више са непотпуним средњим образовањем          | 636      |
| 112 | Женско становништво старосног доба од 15 година и више са непотпуним средњим образовањем         | 520      |
| 113 | Становништво старо 15 и више година са пуним секундарном образовањем                             | 7473     |
| 114 | Мушко становништво старосног доба од 15 година и више са пуним секундарном образовањем           | 4026     |
| 115 | Женско становништво старосног доба од 15 година и више са пуним секундарном образовањем          | 3447     |
| 116 | Становништво старије од 18 година са постосновним образовањем                                    | 3692     |
| 117 | Мушко становништво старије од 18 година са постосновним образовањем                              | 1953     |
| 118 | Женско становништво старије од 18 година са постосновним образовањем                             | 1739     |
| 119 | Просечна оцена школовања                                                                         | 7.78     |
| 120 | Просечан ниво образовања мушке популације                                                        | 7.84     |
| 121 | Просечан ниво образовања женског становништва                                                    | 7.72     |
| 122 | Економски активно становништво                                                                   | 12325    |
| 123 | Економски активна мушка популација                                                               | 9244     |
| 124 | Економски активна женска популација                                                              | 3081     |
| 125 | Становништво које није економски активно                                                         | 10802    |
| 126 | Мушко становништво које није економски активно                                                   | 2670     |
| 127 | Женско становништво које није економски активно                                                  | 8132     |
| 128 | Запослено становништво                                                                           | 11806    |
| 129 | Запослено мушко становништво                                                                     | 8821     |
| 130 | Запослено женско становништво                                                                    | 2985     |
| 131 | Незапослена популација                                                                           | 519      |
| 132 | Незапослена мушка популација                                                                     | 423      |
| 133 | Незапослена женска популација                                                                    | 96       |
| 134 | Становништво без права на здравствене услуге                                                     | 7757     |
| 135 | Становништво које има право на здравствене услуге                                                | 23766    |
| 136 | Становништво које има право на ИМСС                                                              | 16157    |
| 137 | Становништво које има право на социјално осигурање                                               | 637      |
| 138 | Становништво које има право на државно социјално осигурање                                       | 310      |
| 139 | Становништво које има право на опште осигурање или здравствено осигурање за нову генерацију      | 5909     |
| 140 | Становништво које је било једном или није било у браку током 12 година и више                    | 7102     |
| 141 | Венчано или уједињено становништво од 12 година и више                                           | 14309    |
| 142 | Становништво које је било у браку или уједињено 12 година и више                                 | 1785     |
| 143 | Становништво са католичком религијом                                                             | 25926    |
| 144 | Протестанти, еванђелисти и библијски следбеници различити од еванђелиста                         | 3908     |
| 145 | Становништво са другим религијама различитим од претходних                                       | 4        |
| 146 | Становништво без религије                                                                        | 1440     |
| 147 | Укупно пописаних домаћинства                                                                     | 8438     |
| 148 | Пописна домаћинства на челу са мушкарцима                                                        | 7166     |
| 149 | Пописна домаћинства на челу са женама                                                            | 1272     |
| 150 | Становништво у пописним домаћинствима                                                            | 32335    |
| 151 | Становништво у пописним домаћинствима на челу са мушкарцима                                      | 28117    |
| 152 | Становништво у пописним домаћинствима на челу са женама                                          | 4218     |
| 153 | Укупно домаћинстава                                                                              | 14246    |
| 154 | Укупно насељених домаћинстава                                                                    | 8544     |
| 155 | Укупно приватних кућа                                                                            | 14140    |
| 156 | Насељени приватни домови                                                                         | 8438     |
| 157 | Укупно насељених приватних кућа                                                                  | 8543     |
| 158 | Ненасељене приватне куће                                                                         | 3819     |
| 159 | Појединачна домаћинства за привремену употребу                                                   | 1883     |
| 160 | Становници у насељеним приватним кућама                                                          | 32335    |
| 161 | Насељеност станара у приватним становима                                                         | 3.83     |
| 162 | Просечно становника по соби у приватним насељеним домаћинствима                                  | 1.22     |
| 163 | Појединачна домаћинства са подовима од различитих материјала од земље                            | 7791     |
| 164 | Појединачна домаћинства у приземљу                                                               | 397      |
| 165 | Појединачна домаћинства са једном спаваћом собом                                                 | 3892     |
| 166 | Појединачна домаћинства са две спаваће собе и више                                               | 4300     |
| 167 | Појединачна домаћинства са једним собом                                                          | 789      |
| 168 | Појединачна домаћинства са две собе                                                              | 2102     |
| 169 | Појединачна домаћинства са 3 собе и више                                                         | 5291     |
| 170 | Појединачна домаћинства која имају електрично светло                                             | 7969     |
| 171 | Појединачна домаћинства која немају електрично светло                                            | 225      |
| 172 | Појединачна домаћинства која имају водоводну воду у стамбеном простору                           | 5242     |
| 173 | Појединачна домаћинства која немају водоводну воду у стамбеном простору                          | 2932     |
| 174 | Појединачна домаћинства која имају тоалет                                                        | 7985     |
| 175 | Појединачна домаћинства која имају канализацију                                                  | 7567     |
| 176 | Појединачна домаћинства која немају канализацију                                                 | 591      |
| 177 | Појединачна домаћинства која имају електрично светло, довод воде из јавне мреже и канализацију   | 5027     |
| 178 | Појединачна домаћинства без икаквих услова                                                       | 81       |
| 179 | Појединачна домаћинства која имају радио                                                         | 6463     |
| 180 | Појединачна домаћинства која имају телевизор                                                     | 7827     |
| 181 | Појединачна домаћинства која имају фрижидер                                                      | 7046     |
| 182 | Појединачна домаћинства која имају машину за веш                                                 | 5903     |
| 183 | Појединачна домаћинства која имају аутомобил или комби                                           | 3809     |
| 184 | Појединачна домаћинства која имају рачунар                                                       | 1118     |
| 185 | Појединачна домаћинства која имају фиксну телефонску линију                                      | 1322     |
| 186 | Појединачна домаћинства која имају мобилни телефон                                               | 6489     |
| 187 | Појединачна домаћинства која имају приступ интернету                                             | 628      |